# Unterer See und Umgebung
Das Naturschutzgebiet (NSG) Unterer See und Umgebung liegt unmittelbar östlich von Horrheim im Landkreis Ludwigsburg in Baden-Württemberg.
Das NSG im Naturraum des Neckarbeckens liegt jeweils gut zur Hälfte im Gemeindegebiet von Vaihingen an der Enz und Sersheim. Außerdem liegt es mit seiner Fläche vollständig im Naturpark Stromberg-Heuchelberg und ist fast komplett umgeben von Landschaftsschutzgebieten. Es liegt größtenteils im FFH-Gebiet Stromberg sowie im Vogelschutzgebiet Stromberg. Zu einem kleinen Teil überlagert es sich ebenfalls mit einem Naturdenkmal an der Metter.
Das Zentrum des 61,5 ha großen Areals wird von einem Feuchtbiotop, bestehend aus einigen Teichen, gebildet. Die Ufer sind von ausgedehnten Röhricht- und Seggenried-Zonen gesäumt. Seit den 1930er Jahren wurde das Gebiet zwecks landwirtschaftlicher Nutzung entwässert. Es stellte sich jedoch heraus, dass sich trotz der Trockenlegung dort keine rentable Landwirtschaft betrieben ließ. Ab 1970 kaufte der Naturschutzbund Deutschland (Nabu) Teile des Geländes auf und renaturierte es. Der Nabu kümmert sich seitdem auch um die Pflege des Geländes; beispielsweise indem er durch regelmäßige Rodungsarbeiten verhindert, dass die offenen Feuchtwiesen in der Nähe der Gewässer verbuschen. 1989 wurde das Gelände schließlich als Naturschutzgebiet ausgewiesen.
Das Gebiet beherbergt eine ganze Reihe von seltenen Pflanzen- und Tierarten. In den Feucht- und Hochstaudenwiesen gedeihen beispielsweise das Fleischfarbene Knabenkraut und die Stumpfblütige Binse. Vogelarten wie die Teichralle, die Wasserralle, die Bekassine, der Neuntöter, der Pirol, der Baumfalke, der Schwarzspecht und der Mittelspecht finden hier ihre Nistplätze.